# Praskovja Saltykova
Praskovja Fjodorovna Saltykova (Russisch: Прасковья Фёдоровна Салтыкова) (12 oktober 1664 — Sint-Petersburg, 13 oktober 1723) was een dochter van Fjodor Saltykov en Anna Tatishcheva. Ze was van 1684 tot 1696 tsarina-gemalin van Rusland en echtgenote van dubbel-tsaar Ivan V.

## Leven
In 1684 trouwde Praskovja met de geestelijk gehandicapte dubbel-tsaar Ivan V, die samen met zijn zus, regentes Sofia, en zijn halfbroer dubbel-tsaar Peter, het land regeerde. 

## Huwelijk en kinderen
Praskovja was sinds 9 januari 1684 gehuwd met Ivan. Uit het huwelijk werden vijf kinderen geboren:
- Maria Ivanovna Romanov (1689-1692)
- Theodosia Ivanovna Romanov (1690-1691)
- Catharina (1692-1733), gehuwd met Karel Leopold van Mecklenburg-Schwerin
- Anna (1693-1740), hertogin van Koerland, keizerin van Rusland, gehuwd met Frederik Willem Kettler
- Praskovja (1694-1731), gehuwd met Ivan Dimitriev-Mamonov